# Acrossotidae
Acrossotidae is een familie van zachte koralen uit de klasse der Anthozoa (Bloemdieren).

## Geslacht
- Acrossota Bourne, 1914